# Beate Alefeld-Gerges
Beate Alefeld-Gerges (* 1959) ist eine deutsche Trauerbegleiterin, Diplom-Sozialpädagogin und Autorin. Für ihr Engagement als Gründerin und pädagogische Leiterin des Vereins „Trauerland – Zentrum für trauernde Kinder und Jugendliche e.V.“ erhielt sie 2017 das Bundesverdienstkreuz.

## Leben
Nach einem Studium an der Hochschule Bremen im Sozialwesen, arbeitete Beate Alefeld-Gerges in der Kinder- und Jugendpsychiatrie in Bremen-Ost, im Kinderheim Alten Eichen und beim Amt für Soziale Dienste.
Nach dem gewaltsamen Tod ihrer Zwillingsschwester 1991 absolvierte sie eine zweijährige Ausbildung zur Trauerbegleiterin bei Jorgos Canacakis. Im Frühjahr 1999 reiste sie in die USA für ein sechsmonatiges Praktikum im Dougy Center Portland, Oregon, einem Zentrum für trauernde Kinder. Im November 1999 gründete sie in Bremen mit dem Verein „Zentrum für trauernde Kinder und Jugendliche e.V.“ eine Anlaufstelle für Kinder und Jugendliche in der Region, die einen nahestehenden Menschen verloren haben. Sie ist pädagogische Leiterin des Vereins und gehört dem Vorstand an.
2013 wurde Frau Alefeld-Gerges mit dem Preis „Goldene Bild der Frau“ geehrt. Am 4. Oktober 2017 bekam sie für ihr Engagement das Bundesverdienstkreuz am Bande verliehen.

## Schwerpunktthemen ihrer Arbeit
Alefeld-Gerges hat spezielle Konzepte für eine Trauerbegleitung entwickelt. Der Verein, der bei seiner Gründung deutschlandweit der erste auf diesem Gebiet war, arbeitet eng mit öffentlichen Einrichtungen und verschiedenen Institutionen der Kinder- und Jugendhilfe zusammen und bildet bundesweit Trauerbegleiter aus.

## Werke

### Publikationen in Buchform
- Mit Stephan Sigg: Trauerarbeit mit Jugendlichen. Junge Menschen begleiten bei Abschied, Verlust und Tod, Don Bosco Medien 2017, ISBN 978-3-7698-2316-5

### Publikationen
- Trauerarbeit. Impulskarten für Bildungsarbeit, Oasentage und Meditation, Don Bosco Medien 2018, EAN: 426017951 482 1
- Trauerland-Spiel, Trauern-Erinnern-Leben, Manfred Vogt Spiele Verlag, B00MNJO354

### Artikel
- Zwischen Sandsack und Kummerbergen. In: Vandenhoeck & Ruprecht (Hrsg.), Leidfaden Fachmagazin für Krisen, Leid, Trauer: Band 1, Ausgabe 4, 2012, ISSN 2192-1202.[3]
- Sollte mein fünfjähriger Sohn den Leichnam seines Opas noch einmal sehen dürfen? In: ZEIT Wissen Expertenrat, 2010.[4]